# Belebathan
Belebathan é uma vila no distrito de Barddhaman, no estado indiano de Bengala Ocidental.

## Demografia
Segundo o censo de 2001, Belebathan tinha uma população de 4292 habitantes. Os indivíduos do sexo masculino constituem 53% da população e os do sexo feminino 47%. Belebathan tem uma taxa de literacia de 54%, inferior à média nacional de 59,5%; com 66% para o sexo masculino e 34% para o sexo feminino. 15% da população está abaixo dos 6 anos de idade.